# De verborgen vesting (De Rode Ridder)
De verborgen vesting is het 228ste stripverhaal uit de reeks van De Rode Ridder. Het is geschreven en getekend door Claus Scholz. De eerste albumuitgave was in 2010.

## Het verhaal
In het Engelse landschap Cornwall worden metselaars en arbeiders ontvoerd door zwarte ruiters. De vrienden Pringle, Potts en Piper willen hun vakbroeders bevrijden. Ook Johan gaat zich bezighouden met deze zaak. Daarbij krijgen ze hulp van metselaarsvrouw Liz Terra die ook op zoek is naar haar man. Zij blijkt zeer vaardig te zijn met een boog. De zoektocht leidt eerst naar een roversbende, die ze weten te verslaan en zo twee ridders bevrijden. Daarna komen ze terecht bij een geheime vesting midden in het bos. Die blijkt daar neergezet te zijn door kasteelheer Vortigern om de komst van Bahaal op aarde mogelijk te maken. Johan weet met zijn kornuiten daar een stokje voor te steken door een magische vijand te verslaan.
Bahaal vernietigt woedend het kasteel, maar roept Johan toe, dat hij voortaan niet langer op hulp van Merlijn hoeft te rekenen. Deze blijkt door een tovenares, Nimlie, te zijn verleid en wordt verraderlijk opgesloten in een grot.